# South Gastonia
South Gastonia és una concentració de població designada pel cens dels Estats Units a l'estat de Carolina del Nord. Segons el cens del 2000 tenia 5.433 habitants.

## Demografia
Segons el cens del 2000, South Gastonia tenia 5.433 habitants, 2.061 habitatges i 1.543 famílies. La densitat de població era de 326,2 habitants per km².
Dels 2.061 habitatges en un 32,7% hi vivien nens de menys de 18 anys, en un 55,4% hi vivien parelles casades, en un 13,7% dones solteres, i en un 25,1% no eren unitats familiars. En el 19,7% dels habitatges hi vivien persones soles el 7% de les quals corresponia a persones de 65 anys o més que vivien soles. El nombre mitjà de persones vivint en cada habitatge era de 2,64 i el nombre mitjà de persones que vivien en cada família era de 3.
Per edats la població es repartia de la següent manera: un 24,9% tenia menys de 18 anys, un 8,6% entre 18 i 24, un 31,1% entre 25 i 44, un 24,7% de 45 a 60 i un 10,8% 65 anys o més.
L'edat mediana era de 36 anys. Per cada 100 dones de 18 o més anys hi havia 95,1 homes.
La renda mediana per habitatge era de 38.898 $ i la renda mediana per família de 40.595 $. Els homes tenien una renda mediana de 31.321 $ mentre que les dones 22.285 $. La renda per capita de la població era de 16.707 $. Entorn del 7,4% de les famílies i el 10,7% de la població estaven per davall del llindar de pobresa.

## Poblacions més properes
El següent diagrama mostra les poblacions més properes.